# Step Up 4 Revolution
Step Up 4 Revolution (ang. Step Up Revolution) – amerykański film muzyczny z 2012 roku w reżyserii Scotta Speera. Kontynuacje filmów Step Up: Taniec zmysłów (2006), Step Up 2 (2008) i Step Up 3-D (2010).
Światowa premiera filmu miała miejsce 27 lipca 2012 roku. Również w Polsce pierwszy kinowy pokaz filmu odbył się 27 lipca 2012 roku.

## Opis fabuły
Córka bogatego biznesmena, Emily (Kathryn McCormick), przyjeżdża do Miami na Florydzie, gdzie chce trenować taniec u profesjonalistów. Spotyka Seana (Ryan Guzman), w którym z wzajemnością się zakochuje. Chłopak, tak jak ona, pasjonuje się tańcem. Jest liderem grupy młodych ludzi, którzy swoje szalone pokazy choreograficzne urządzają na zatłoczonym deptaku przy plaży, w centrum handlowym i galerii sztuki. Zespół nazywa się „The Mob” i przygotowuje się właśnie do bardzo ważnej akcji - artyści mają zamiar przeciwstawić się ojcu Emily, który planuje wyburzyć ich dzielnicę i wysiedlić z niej tysiące mieszkańców. Dziewczyna przyłącza się do tanecznej rewolucji. Oczywiście, wbrew rodzinie...

## Obsada
- Kathryn McCormick jako Emily
- Ryan Guzman jako Sean
- Misha Gabriel jako Eddie
- Peter Gallagher jako ojciec Emily
- Stephen "tWitch" Boss jako Jason
- Adam G. Sevani jako Moose
- Chadd "Madd Chadd" Smith jako Vladd
- Tommy Dewey jako Trip
- Rania Nina van Rooyen jako Penelope
- Megan Boone jako Claire
- Sean Rahill jako Iris
- Abigail M. Bradley jako seksowna dziewczyna
- Mila McConaughey jako tancerka